# 革新街道
革新街道是中国黑龙江省哈尔滨市南岗区下辖的一个街道，位于黑龙江东北医院东北侧。